# Straßenradsport-Weltmeisterschaften 1993
Die Straßenradsport-Weltmeisterschaften 1993 fanden vom 25. bis zum 29. August in der norwegischen Stadt Oslo statt. Es wurden insgesamt fünf Entscheidungen in den Disziplinen Mannschaftszeitfahren und Straßenrennen jeweils in den Kategorien Frauen und Männer sowie im Straßenrennen der Amateure bei den Männern ausgefahren.

## Männer

### Straßenrennen der Profis (257,6 km)
| Platz | Athlet          | Land | Zeit         |
| ----- | --------------- | ---- | ------------ |
| 1     | Lance Armstrong | USA  | 6:17:10 h    |
| 2     | Miguel Indurain | ESP  | 6:17:29 h    |
| 3     | Olaf Ludwig     | GER  | gleiche Zeit |

Armstrong löste sich durch einen Antritt an einer Steigung in der Schlussrunde aus der Spitzengruppe und konnte nicht mehr eingeholt werden. Den Zielsprint der Verfolger eröffnete Miguel Induráin und hielt selbst Sprintspezialist Olaf Ludwig auf Distanz.

### Straßenrennen der Amateure (184 km)
| Platz | Athlet        | Land | Zeit         |
| ----- | ------------- | ---- | ------------ |
| 1     | Jan Ullrich   | GER  | 4:13:09 h    |
| 2     | Kaspars Ozers | LAT  | gleiche Zeit |
| 3     | Lubor Tesař   | CZE  | gleiche Zeit |

### Mannschaftszeitfahren (100 km)
| Platz | Land        | Athleten                                                         | Zeit |
| ----- | ----------- | ---------------------------------------------------------------- | ---- |
| 1     | Italien     | Rossano Brasi, Gianfranco Contri, Rosario Fina, Cristian Salvato |      |
| 2     | Deutschland | Christian Meyer, Uwe Peschel Michael Rich, Andreas Walzer        |      |
| 3     | Schweiz     | Roman Jeker, Beat Meister Markus Kennel, Roland Meier            |      |

## Frauen

### Straßenrennen (92 km)
| Platz | Athletin             | Land | Zeit       |
| ----- | -------------------- | ---- | ---------- |
| 1     | Leontien Van Moorsel | NED  | 2:21:20 h  |
| 2     | Jeannie Longo        | FRA  | 2:21:20 h  |
| 3     | Laura Charameda      | USA  | + 0:04 min |

### Mannschaftszeitfahren (50 km)
| Platz | Land     | Athletinnen                                                                    | Zeit |
| ----- | -------- | ------------------------------------------------------------------------------ | ---- |
| 1     | Russland | Olga Sokolowa, Swetlana Bubnenkowa, Alexandra Koljassewa, Walentina Polchanowa |      |
| 2     | USA      | Eve Stephenson, Jeanne Golay, Janice Bolland, Deirdre Demet-Barry              |      |
| 3     | Italien  | Roberta Bonanomi, Alessandra Cappellotto, Michela Fanini, Fabiana Luperini     |      |

## Medaillenspiegel
| Medaillenspiegel |             |      |        |        |        |
| Platz            | Land        | Gold | Silber | Bronze | Gesamt |
| 1                | USA         | 1    | 1      | 1      | 3      |
| 1                | Deutschland | 1    | 1      | 1      | 3      |
| 3                | Italien     | 1    | –      | 1      | 2      |
| 4                | Niederlande | 1    | –      | –      | 1      |
| 4                | Russland    | 1    | –      | –      | 1      |
| 6                | Spanien     | –    | 1      | –      | 1      |
| 6                | Frankreich  | –    | 1      | –      | 1      |
| 6                | Lettland    | –    | 1      | –      | 1      |
| 9                | Schweiz     | –    | –      | 1      | 1      |
| 9                | Tschechien  | –    | –      | 1      | 1      |